# 粕谷誠
粕谷 誠（かすや まこと、1961年 - ）は、日本の経営史学者。東京大学大学院経済学研究科教授。

## 経歴
埼玉県生まれ。開成高等学校卒、1984年東京大学経済学部卒、1989年同大学院経済学研究科博士課程単位取得退学。1992年「日本における預金銀行の形成過程」で経済学博士の学位を取得。東京大学助手、名古屋大学経済学部助教授、1998年東京大学経済学研究科助教授、2006年教授。

## 著書
- 『豪商の明治 三井家の家業再編過程の分析』名古屋大学出版会 2002
- 『ものづくり日本経営史 江戸時代から現代まで』名古屋大学出版会 2012

### 共編著
- 『リサーチ・マインド経営学研究法』藤本隆宏,高橋伸夫,新宅純二郎,阿部誠共著 有斐閣アルマ 2005
- 『日本不動産業史 産業形成からポストバブル期まで』橘川武郎共編 名古屋大学出版会 2007
- 『ビジネス・システムの進化 創造・発展・企業者活動』大東英祐,武田晴人,和田一夫共著 有斐閣 2007
- 『講座・日本経営史 第1巻 経営史・江戸の経験 1600〜1882』宮本又郎共編著 ミネルヴァ書房 2009
- 『金融ビジネスモデルの変遷 明治から高度成長期まで』伊藤正直,齋藤憲共編 日本経済評論社 2010
- 『山一證券100年史 上巻』伊藤修,橋本寿朗共著 日本経営史研究所 極東書店 (発売) 2011

## 論文
- Cinii